# Pultordner

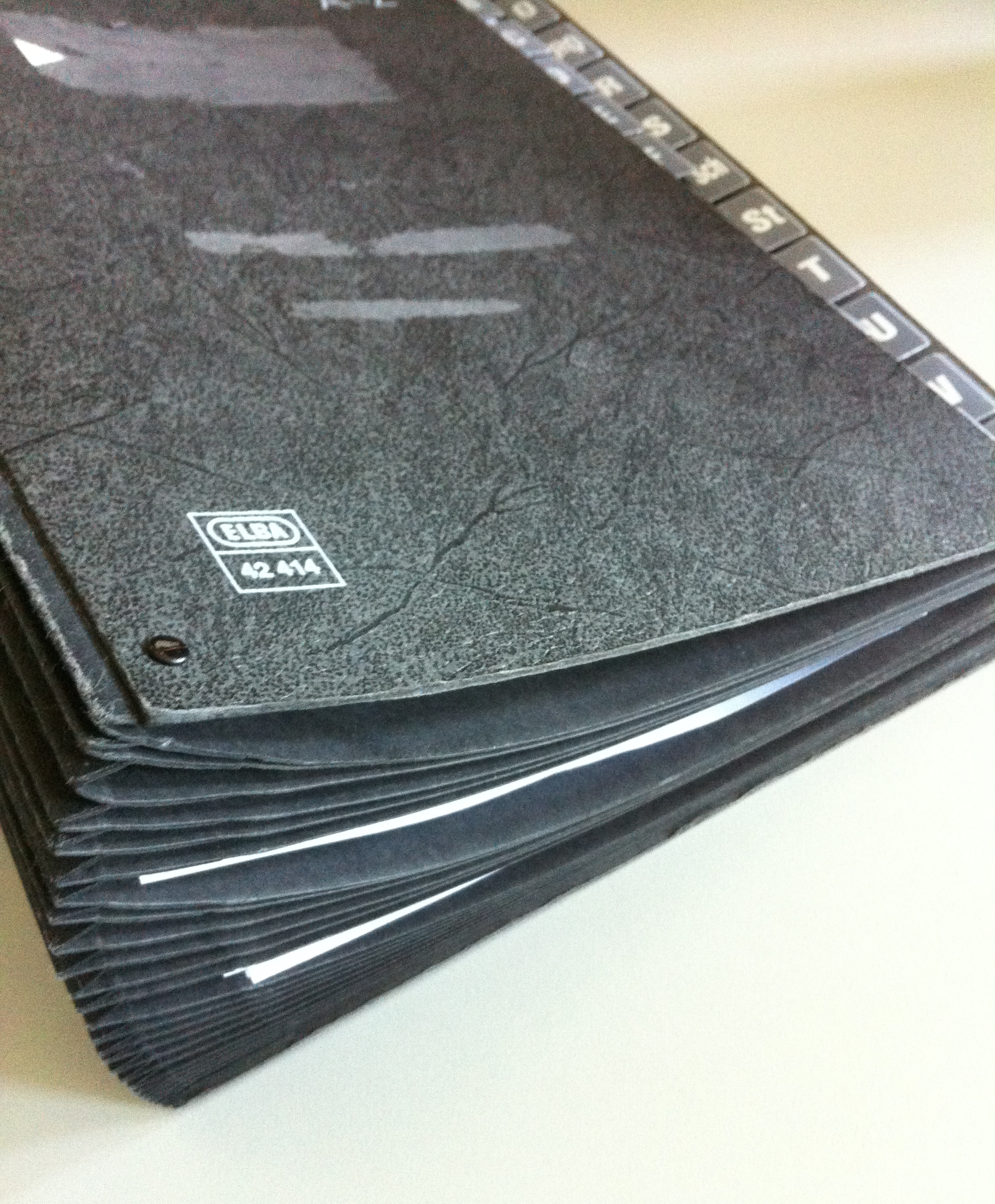
Pultordner zur Sortierung von Unterlagen

Ein Pultordner ist eine Mappe, die im Inneren untergliedert ist, also aus zusammenhängenden Fächern samt Register besteht. Meist werden Pultordner zur Sortierung von Unterlagen nach Namen, Orten oder Daten genutzt, insbesondere zur Wiedervorlage für bestimmte Tage. Pultordner werden im DIN-A4-Format aus Plastik oder fester Pappe hergestellt.  
Das Register ist oft nummeriert (meist von 1 bis 31 oder 1 bis 12), alphabetisch, nach Monaten sortiert oder unbeschriftet; auch Kombinationen existieren. Das Fassungsvermögen hängt vor allem davon ab, ob der Pultordner einen (dehnbaren) Rücken hat. Durch ausgestanzte Löcher lässt sich erkennen, ob im hinteren Bereich noch Blätter liegen.  
Ein Pultordner kann außerdem zur Vorsortierung vor einer endgültigen Ablage oder zur Sammlung von Material, zum Beispiel für wissenschaftliche Arbeiten, genutzt werden. Auch als Unterschriftenmappe kann er eingesetzt werden, ist aber wegen der flexibleren Herstellungsart dafür weniger geeignet. 